# Рио, Эрколе дель
|   | a | b | c | d | e | f | g | h |   |
| - | --- | --- | --- | --- | --- | --- | --- | --- | - |
| 8 | a8 чёрный король · c7 чёрный ферзь · d6 чёрная пешка · g6 белый конь · a5 белый конь · g5 белая пешка · c4 белый слон · c2 белый король | a8 чёрный король · c7 чёрный ферзь · d6 чёрная пешка · g6 белый конь · a5 белый конь · g5 белая пешка · c4 белый слон · c2 белый король | a8 чёрный король · c7 чёрный ферзь · d6 чёрная пешка · g6 белый конь · a5 белый конь · g5 белая пешка · c4 белый слон · c2 белый король | a8 чёрный король · c7 чёрный ферзь · d6 чёрная пешка · g6 белый конь · a5 белый конь · g5 белая пешка · c4 белый слон · c2 белый король | a8 чёрный король · c7 чёрный ферзь · d6 чёрная пешка · g6 белый конь · a5 белый конь · g5 белая пешка · c4 белый слон · c2 белый король | a8 чёрный король · c7 чёрный ферзь · d6 чёрная пешка · g6 белый конь · a5 белый конь · g5 белая пешка · c4 белый слон · c2 белый король | a8 чёрный король · c7 чёрный ферзь · d6 чёрная пешка · g6 белый конь · a5 белый конь · g5 белая пешка · c4 белый слон · c2 белый король | a8 чёрный король · c7 чёрный ферзь · d6 чёрная пешка · g6 белый конь · a5 белый конь · g5 белая пешка · c4 белый слон · c2 белый король | 8 |
| 7 | a8 чёрный король · c7 чёрный ферзь · d6 чёрная пешка · g6 белый конь · a5 белый конь · g5 белая пешка · c4 белый слон · c2 белый король | a8 чёрный король · c7 чёрный ферзь · d6 чёрная пешка · g6 белый конь · a5 белый конь · g5 белая пешка · c4 белый слон · c2 белый король | a8 чёрный король · c7 чёрный ферзь · d6 чёрная пешка · g6 белый конь · a5 белый конь · g5 белая пешка · c4 белый слон · c2 белый король | a8 чёрный король · c7 чёрный ферзь · d6 чёрная пешка · g6 белый конь · a5 белый конь · g5 белая пешка · c4 белый слон · c2 белый король | a8 чёрный король · c7 чёрный ферзь · d6 чёрная пешка · g6 белый конь · a5 белый конь · g5 белая пешка · c4 белый слон · c2 белый король | a8 чёрный король · c7 чёрный ферзь · d6 чёрная пешка · g6 белый конь · a5 белый конь · g5 белая пешка · c4 белый слон · c2 белый король | a8 чёрный король · c7 чёрный ферзь · d6 чёрная пешка · g6 белый конь · a5 белый конь · g5 белая пешка · c4 белый слон · c2 белый король | a8 чёрный король · c7 чёрный ферзь · d6 чёрная пешка · g6 белый конь · a5 белый конь · g5 белая пешка · c4 белый слон · c2 белый король | 7 |
| 6 | a8 чёрный король · c7 чёрный ферзь · d6 чёрная пешка · g6 белый конь · a5 белый конь · g5 белая пешка · c4 белый слон · c2 белый король | a8 чёрный король · c7 чёрный ферзь · d6 чёрная пешка · g6 белый конь · a5 белый конь · g5 белая пешка · c4 белый слон · c2 белый король | a8 чёрный король · c7 чёрный ферзь · d6 чёрная пешка · g6 белый конь · a5 белый конь · g5 белая пешка · c4 белый слон · c2 белый король | a8 чёрный король · c7 чёрный ферзь · d6 чёрная пешка · g6 белый конь · a5 белый конь · g5 белая пешка · c4 белый слон · c2 белый король | a8 чёрный король · c7 чёрный ферзь · d6 чёрная пешка · g6 белый конь · a5 белый конь · g5 белая пешка · c4 белый слон · c2 белый король | a8 чёрный король · c7 чёрный ферзь · d6 чёрная пешка · g6 белый конь · a5 белый конь · g5 белая пешка · c4 белый слон · c2 белый король | a8 чёрный король · c7 чёрный ферзь · d6 чёрная пешка · g6 белый конь · a5 белый конь · g5 белая пешка · c4 белый слон · c2 белый король | a8 чёрный король · c7 чёрный ферзь · d6 чёрная пешка · g6 белый конь · a5 белый конь · g5 белая пешка · c4 белый слон · c2 белый король | 6 |
| 5 | a8 чёрный король · c7 чёрный ферзь · d6 чёрная пешка · g6 белый конь · a5 белый конь · g5 белая пешка · c4 белый слон · c2 белый король | a8 чёрный король · c7 чёрный ферзь · d6 чёрная пешка · g6 белый конь · a5 белый конь · g5 белая пешка · c4 белый слон · c2 белый король | a8 чёрный король · c7 чёрный ферзь · d6 чёрная пешка · g6 белый конь · a5 белый конь · g5 белая пешка · c4 белый слон · c2 белый король | a8 чёрный король · c7 чёрный ферзь · d6 чёрная пешка · g6 белый конь · a5 белый конь · g5 белая пешка · c4 белый слон · c2 белый король | a8 чёрный король · c7 чёрный ферзь · d6 чёрная пешка · g6 белый конь · a5 белый конь · g5 белая пешка · c4 белый слон · c2 белый король | a8 чёрный король · c7 чёрный ферзь · d6 чёрная пешка · g6 белый конь · a5 белый конь · g5 белая пешка · c4 белый слон · c2 белый король | a8 чёрный король · c7 чёрный ферзь · d6 чёрная пешка · g6 белый конь · a5 белый конь · g5 белая пешка · c4 белый слон · c2 белый король | a8 чёрный король · c7 чёрный ферзь · d6 чёрная пешка · g6 белый конь · a5 белый конь · g5 белая пешка · c4 белый слон · c2 белый король | 5 |
| 4 | a8 чёрный король · c7 чёрный ферзь · d6 чёрная пешка · g6 белый конь · a5 белый конь · g5 белая пешка · c4 белый слон · c2 белый король | a8 чёрный король · c7 чёрный ферзь · d6 чёрная пешка · g6 белый конь · a5 белый конь · g5 белая пешка · c4 белый слон · c2 белый король | a8 чёрный король · c7 чёрный ферзь · d6 чёрная пешка · g6 белый конь · a5 белый конь · g5 белая пешка · c4 белый слон · c2 белый король | a8 чёрный король · c7 чёрный ферзь · d6 чёрная пешка · g6 белый конь · a5 белый конь · g5 белая пешка · c4 белый слон · c2 белый король | a8 чёрный король · c7 чёрный ферзь · d6 чёрная пешка · g6 белый конь · a5 белый конь · g5 белая пешка · c4 белый слон · c2 белый король | a8 чёрный король · c7 чёрный ферзь · d6 чёрная пешка · g6 белый конь · a5 белый конь · g5 белая пешка · c4 белый слон · c2 белый король | a8 чёрный король · c7 чёрный ферзь · d6 чёрная пешка · g6 белый конь · a5 белый конь · g5 белая пешка · c4 белый слон · c2 белый король | a8 чёрный король · c7 чёрный ферзь · d6 чёрная пешка · g6 белый конь · a5 белый конь · g5 белая пешка · c4 белый слон · c2 белый король | 4 |
| 3 | a8 чёрный король · c7 чёрный ферзь · d6 чёрная пешка · g6 белый конь · a5 белый конь · g5 белая пешка · c4 белый слон · c2 белый король | a8 чёрный король · c7 чёрный ферзь · d6 чёрная пешка · g6 белый конь · a5 белый конь · g5 белая пешка · c4 белый слон · c2 белый король | a8 чёрный король · c7 чёрный ферзь · d6 чёрная пешка · g6 белый конь · a5 белый конь · g5 белая пешка · c4 белый слон · c2 белый король | a8 чёрный король · c7 чёрный ферзь · d6 чёрная пешка · g6 белый конь · a5 белый конь · g5 белая пешка · c4 белый слон · c2 белый король | a8 чёрный король · c7 чёрный ферзь · d6 чёрная пешка · g6 белый конь · a5 белый конь · g5 белая пешка · c4 белый слон · c2 белый король | a8 чёрный король · c7 чёрный ферзь · d6 чёрная пешка · g6 белый конь · a5 белый конь · g5 белая пешка · c4 белый слон · c2 белый король | a8 чёрный король · c7 чёрный ферзь · d6 чёрная пешка · g6 белый конь · a5 белый конь · g5 белая пешка · c4 белый слон · c2 белый король | a8 чёрный король · c7 чёрный ферзь · d6 чёрная пешка · g6 белый конь · a5 белый конь · g5 белая пешка · c4 белый слон · c2 белый король | 3 |
| 2 | a8 чёрный король · c7 чёрный ферзь · d6 чёрная пешка · g6 белый конь · a5 белый конь · g5 белая пешка · c4 белый слон · c2 белый король | a8 чёрный король · c7 чёрный ферзь · d6 чёрная пешка · g6 белый конь · a5 белый конь · g5 белая пешка · c4 белый слон · c2 белый король | a8 чёрный король · c7 чёрный ферзь · d6 чёрная пешка · g6 белый конь · a5 белый конь · g5 белая пешка · c4 белый слон · c2 белый король | a8 чёрный король · c7 чёрный ферзь · d6 чёрная пешка · g6 белый конь · a5 белый конь · g5 белая пешка · c4 белый слон · c2 белый король | a8 чёрный король · c7 чёрный ферзь · d6 чёрная пешка · g6 белый конь · a5 белый конь · g5 белая пешка · c4 белый слон · c2 белый король | a8 чёрный король · c7 чёрный ферзь · d6 чёрная пешка · g6 белый конь · a5 белый конь · g5 белая пешка · c4 белый слон · c2 белый король | a8 чёрный король · c7 чёрный ферзь · d6 чёрная пешка · g6 белый конь · a5 белый конь · g5 белая пешка · c4 белый слон · c2 белый король | a8 чёрный король · c7 чёрный ферзь · d6 чёрная пешка · g6 белый конь · a5 белый конь · g5 белая пешка · c4 белый слон · c2 белый король | 2 |
| 1 | a8 чёрный король · c7 чёрный ферзь · d6 чёрная пешка · g6 белый конь · a5 белый конь · g5 белая пешка · c4 белый слон · c2 белый король | a8 чёрный король · c7 чёрный ферзь · d6 чёрная пешка · g6 белый конь · a5 белый конь · g5 белая пешка · c4 белый слон · c2 белый король | a8 чёрный король · c7 чёрный ферзь · d6 чёрная пешка · g6 белый конь · a5 белый конь · g5 белая пешка · c4 белый слон · c2 белый король | a8 чёрный король · c7 чёрный ферзь · d6 чёрная пешка · g6 белый конь · a5 белый конь · g5 белая пешка · c4 белый слон · c2 белый король | a8 чёрный король · c7 чёрный ферзь · d6 чёрная пешка · g6 белый конь · a5 белый конь · g5 белая пешка · c4 белый слон · c2 белый король | a8 чёрный король · c7 чёрный ферзь · d6 чёрная пешка · g6 белый конь · a5 белый конь · g5 белая пешка · c4 белый слон · c2 белый король | a8 чёрный король · c7 чёрный ферзь · d6 чёрная пешка · g6 белый конь · a5 белый конь · g5 белая пешка · c4 белый слон · c2 белый король | a8 чёрный король · c7 чёрный ферзь · d6 чёрная пешка · g6 белый конь · a5 белый конь · g5 белая пешка · c4 белый слон · c2 белый король | 1 |
|   | a | b | c | d | e | f | g | h |   |

Эрколе дель Рио, Доменико (итал. Domenico Ercole del Rio; ок. 1718 — ок. 1802, Модена) — итальянский шахматист, теоретик, шахматный композитор, яркий представитель итальянской шахматной школы. Автор трактата о шахматах (опубликован под псевдонимом «Аноним из Модены», 1750), оказавшего большое влияние на развитие шахмат в Италии, и книги «Игра в шахматы» (1763), где привёл анализы шотландской и испанской (защита 3…a6) партий. Некоторые исследования Эрколе дель Рио актуальны для современной теории эндшпиля.

## Книги
- «Sopra il giuoco degli scacchi. Osservazioni pratiche d’Anonimo autore modenese», Modena, 1750